# Antíoc de Laodicea
Antíoc de Laodicea (en llatí Antiochus, en grec antic Ἀντίοχος) fou un filòsof escèptic grec, deixeble de Zeuxis, esmentat per Diògenes Laerci, que no en diu res més que el nom i el del seu mestre.